# Maraș, Șumen
Maraș (în bulgară Мараш) este un sat în comuna Șumen, regiunea Șumen,  Bulgaria. 

## Demografie
Componența etnică a satului Maraș
     Bulgari (93,08%)
     Turci (1,01%)
     Romi (4,26%)
     Nicio identificare (1,62%)
La recensământul din 2011, populația satului Maraș era de 492 locuitori. Din punct de vedere etnic, majoritatea locuitorilor (93,08%) erau bulgari, existând și minorități de romi (4,26%) și turci (1,01%). Pentru 1,62% din locuitori nu este cunoscută apartenența etnică.